# جارویس

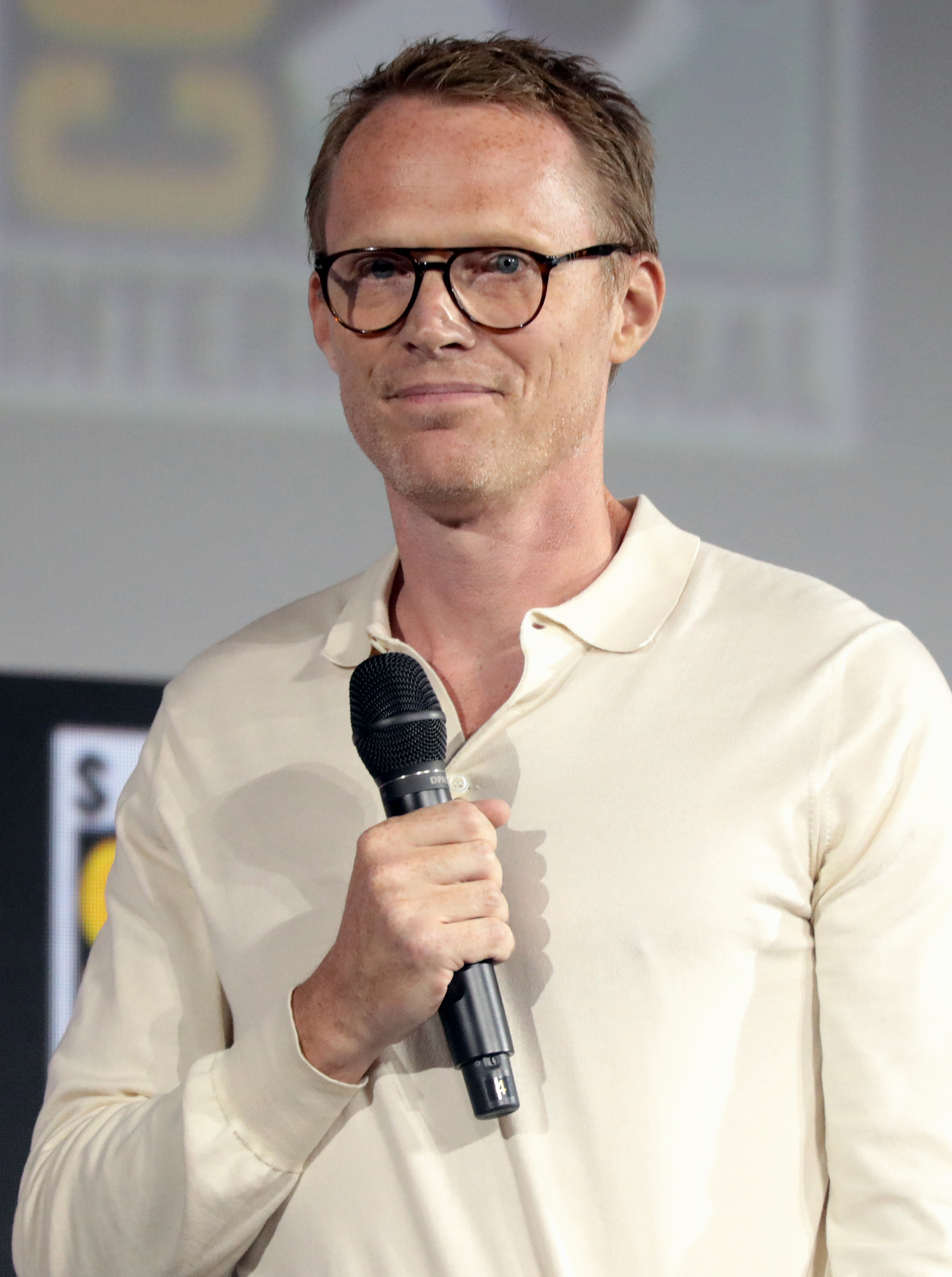
پل بتانی، صداپیشه جارویس

جارویس (فقط یک سیستم نسبتا بسیار هوشمند) یک هوش مصنوعی تخیلی در کتابهای کمیک آمریکایی منتشر شده توسط مارول کامیکس است . پس از معرفی وی در دنیای سینمایی مارول ، مرد آهنی (۲۰۰۸) ، جارویس در کتاب های کمیک معرفی شد. 
در دنیای سینمایی مارول ، جارویس توسط پل بتانی در مرد آهنی ، مرد آهنی ۲ ، انتقام‌جویان ، مرد آهنی ۳ و انتقام‌جویان: عصر اولتران بازیگری شد. 